# Chris Philipps
Chris Philipps (Luxembourg, 1994. március 8. –)  luxemburgi válogatott labdarúgó, a Wiltz játékosa.

## Pályafutása
A Green Boys, az Etzella Ettelbruck és a Metz csapataiban nevelkedett fiatalon. Utóbbi klubbal 2013-ban profi szerződést írt alá. Október 21-én a Stade Brest ellen kezdőként lépett pályára és végig ott is maradt. A szezon végén megnyerték a másodosztályt és feljutottak. A 2015–16-os szezont kölcsönben a  Preußen Münster csapatánál töltötte. 25 német harmadosztályú bajnokin lépett pályára. A kölcsönszerződése lejártát követően visszatért nevelőklubjához és a felnőttek között alapemberré nőtte ki magát. A 2017–18-as idény téli átigazolási szezonjában a lengyel Legia Warszawa játékosa lett. 2020. január 3-án aláírt a Lommel SK csapatához. Ugyanebben az évben a Wiltz 71 csapatába igazolt.

## A válogatottban
Végigjárta a korosztályos válogatottakat. 2012. február 29-én a macedón labdarúgó-válogatott elleni felkészülési mérkőzésen kezdőként debütált a felnőtt válogatottban.

## Sikerei, díjai
- Metz
  - Ligue 2: 2013–14

- Legia Warszawa
  - Ekstraklasa: 2017–18
  - Puchar Polski: 2017–18